# Processa processa
Processa processa är en kräftdjursart som först beskrevs av Charles Spence Bate 1888.  Processa processa ingår i släktet Processa och familjen Processidae. Inga underarter finns listade i Catalogue of Life.